# San Jerónimo Totoltepec
San Jerónimo Totoltepec är en ort i Mexiko.   Den ligger i kommunen Villa de Allende och delstaten Mexiko, i den södra delen av landet, 110 km väster om huvudstaden Mexico City. San Jerónimo Totoltepec ligger 2 192 meter över havet och antalet invånare är 1 383.
Terrängen runt San Jerónimo Totoltepec är huvudsakligen kuperad, men norrut är den bergig. Terrängen runt San Jerónimo Totoltepec sluttar söderut. Runt San Jerónimo Totoltepec är det ganska tätbefolkat, med 100 invånare per kvadratkilometer. Närmaste större samhälle är Ixtapan del Oro, 8,7 km sydväst om San Jerónimo Totoltepec. I omgivningarna runt San Jerónimo Totoltepec växer huvudsakligen savannskog.